# Liste der Monuments historiques in Saron-sur-Aube
Die Liste der Monuments historiques in Saron-sur-Aube führt die Monuments historiques in der französischen Gemeinde Saron-sur-Aube auf.

## Liste der Objekte
| Bezeichnung                                               | Beschreibung           | Standort                      | Kennzeichnung | Schutzstatus | Datum | Bild |
| --------------------------------------------------------- | ---------------------- | ----------------------------- | ------------- | ------------ | ----- | ---- |
| Grabstein für Félizot de Mire                             | Stein, bezeichnet 1411 | in der Kirche St-André (Lage) | PM51001013    | Classé       | 1966  |      |
| Grabstein für Christoffe de Loan und Antoinette de Warien | Stein, 15. Jahrhundert | in der Kirche St-André (Lage) | PM51001012    | Classé       | 1966  |      |
| Grabstein für Jehanne de Mire und Guillem de Bourguis     | Stein, bezeichnet 1413 | in der Kirche St-André (Lage) | PM51001011    | Classé       | 1966  |      |